# Santuário Nacional de São José de Anchieta
O Santuário Nacional de São José de Anchieta, formado pela Igreja de Nossa Senhora da Assunção e áreas da antiga residência jesuíta , é um templo católico localizado em uma encosta do morro do Rio Benevente no município de Anchieta, litoral sul do Espírito Santo. O conjunto de edificações é formado pela Igreja Nossa Senhora da Assunção e a residência.  A Igreja Católica denominou o espaço como Santuário Nacional de São José de Anchieta devido à canonização do Padre José de Anchieta pelo Papa Francisco, em 2014, sua declaração como copadroeiro do Brasil, em 2015, e por ter sido o lugar escolhido pelo sacerdote para viver seus últimos dias. Em 1965 foi criado no local o Museu Nacional São José de Anchieta, que preserva imagens, objetos litúrgicos antigos da igreja e objetos da antiga aldeia de Reritiba.

## História

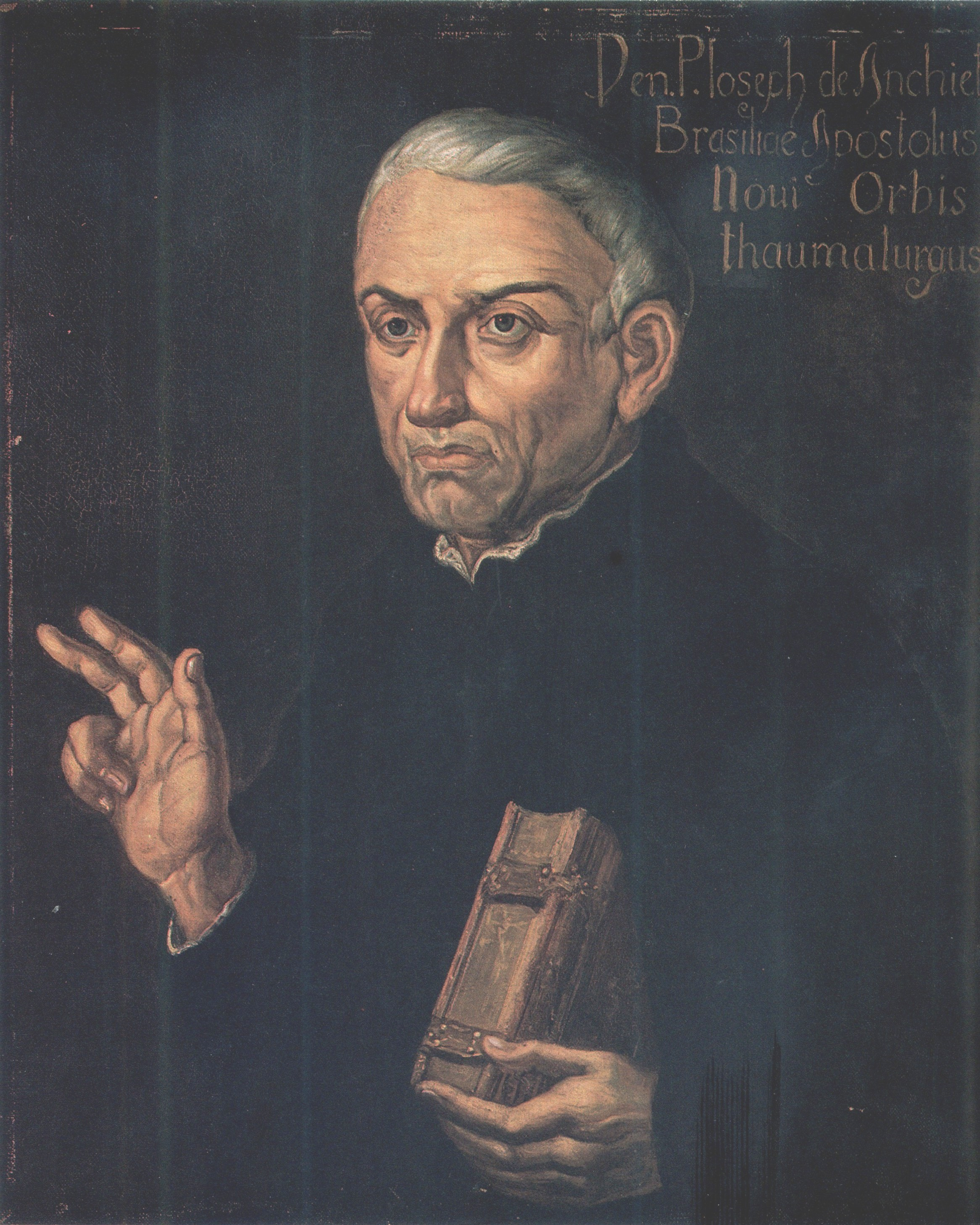
Imagem de São José de Anchieta, copadroeiro do Brasil.

O edifício original foi construído em pedra e cal no ano de 1579 pelo Padre José de Anchieta, na localidade de Reritiba, atual cidade de Anchieta. Patrimônio de grande importância histórica, cultural e religiosa, foi primordial no processo de catequização dos indígenas da capitania do Espírito Santo. Em 1759, a aldeia de Reritiba foi elevada à condição de Vila de Benevente e nesse período o conjunto sofreu mudanças significativas para se adaptar a nova realidade. Em 1797, a Igreja teve a sacristia demolida após ser elevada a categoria de Matriz paroquial e em 1804, a residência sofreu adaptações para poder servir de Câmara Municipal, cadeia pública, Fórum, aposentos do Juiz da Vila e moradia paroquial. No século XIX, o pátio interno e parte das alas sul e oeste foram usadas como cemitério da cidade. Em 1928, a residência foi comprada pelo bispo Dom Helvécio e devolvida aos jesuítas para que continuassem a missão evangelizadora. Em 21 de Setembro de 1943 o conjunto foi tombado pelo Instituto do Patrimônio Histórico e Artístico Nacional (IPHAN) devido a particularidades encontradas e à importância do imaginário barroco. Em 1965, foi fundado no local o Museu Nacional São José de Anchieta.
No período de janeiro de 1994 a junho de 1997, foi iniciado o Programa de Restauração do Conjunto Jesuítico de Anchieta que possibilitou resgatar e recuperar as características originais do conjunto, bem como as prospecções arqueológicas.
Em 24 de abril de 2015, durante a 53ª Assembleia Geral da Conferência Nacional dos Bispos do Brasil (CNBB), o templo foi declarado oficialmente Santuário Nacional de São José de Anchieta.